# 오스카르 쉰들러
오스카 쉰들러(독일어: Oskar Schindler 오스카 신들러[*], 1908년 4월 28일~1974년 10월 9일)는 체코 태생, 독일의 사업가이다. 나치 독일 정권 당시 수감된 수많은 유대인들을 생사의 갈림길에서 구출해냈다.

## 생애
체코의 독일인 가정에서 태어났다. 김나지움에 입학했으나, 성적증명서 위조를 이유로 퇴학당했다. 1927년에는 쇤베르크의 오토바이 학교에 다녔으며, 이후 군대에 입대하여 18개월 동안 복무하였다. 1927년에 부유한 농장 경영자인 요제프 펠츨의 딸인 1살 연상의 에밀리 펠츨을 만났고 이듬해 결혼했다. 슬하에 1남 1녀를 두었다.
독일 국방군 첩보부와 관계를 맺은 뒤 첩보원으로 활동하다가 반역죄로 기소되어 사형을 선고받았으나, 1938년에 체결된 뮌헨 협정에 따라 체코슬로바키아의 영토였던 주데텐란트가 독일에 합병되면서 사형은 면할 수 있었다. 1939년에 국가사회주의 독일 노동자당(나치당)에 입당하였다. 그는 한 유대계 폴란드인 사업가의 조언을 받고 활발한 사업 활동을 시작했으며, 나치에 의해 탄압받던 또다른 대상인 폴란드인들을 대규모로 고용했다.
제2차 세계대전 동안 수많은 유대인들을 구출했으나, 전쟁 후에는 이때의 막대한 지출이 사업 실패로 이어지게 된다. 이스라엘 정부의 초청을 받고 이스라엘을 방문하기도 했다. 그는 말년에 독일에 거주하면서도 이스라엘에서도 거주하게 된다. 1974년에 사망하였으며, 이스라엘의 서예루살렘에 안장되었다. 1993년에 미국의 영화 감독인 스티븐 스필버그가 감독한 영화인 《쉰들러 리스트》는 그의 일대기를 담고 있다.
역사학자 데이비드 M. 크로가는 《오스카 쉰들러: 알려지지 않았던 그의 인생, 전쟁 기간의 활동과 리스트의 전모》를 통해 쉰들러는 값싼 노동력을 확보하기 위해 나치 당원들에게 로비를 해서 유대인들을 강제 노역에 동원한 것이었으며 원래는 유대인들을 구출하려는 의도가 없었다고 했다. 그러나 그의 주장에 대한 근거들이 모두 반박되면서, 그의 주장은 인정받지 못하고 있다.